# Хладнокръвният Люк
„Хладнокръвният Люк“ (на английски: Cool Hand Luke) e американски филм, затворническа драма, режисирана от Стюарт Розенбърг, която излиза на екран през 1967 година. Главните роли се изпълняват от Пол Нюман и Джордж Кенеди. В България е разспространяван със заглавието „Непокорният Люк“.
Филмът разказва историята на Люк Джаксън (Нюман), вкаран в трудов затворнически лагер по обвинение в дребно хулиганство, който упорито отказва да се приспособи към системата. Героят на Нюман е сравняван като характер с този на Джак Никълсън от „Полет над кукувиче гнездо“.
На 40-ата церемония по връчване на наградите „Оскар“, „Хладнокръвният Люк“ е номиниран за отличието в 4 категории, донасяйки статуетка за Джордж Кенеди в категорията за най-добра поддържаща мъжка роля.
През 2005 година, националният съвет за опазване на филмовото наследство (САЩ) поставя „Хладнокръвният Люк“ в списъците си. Авторитетното списание „Empire“ включва филма в списъка си „500 най-велики филма за всички времена“.

## В ролите
| Актьор            | Роля         |
| ----------------- | ------------ |
| Пол Нюман         | Люк Джаксън  |
| Джордж Кенеди     | Драглайн     |
| Дж. Д. Кенън      | Сосайъти Ред |
| Лу Антонио        | Коко         |
| Стродър Мартин    | капитанът    |
| Джо Ван Флийт     | Арлета       |
| Ричард Едсън      | Сал          |
| Клифтън Джеймс    | Кар          |
| Моргън Уудуърд    | шеф Годфри   |
| Денис Хопър       | Бабалугатс   |
| Хари Дийн Стантън | Трамп        |

## Награди и Номинации
Награди на Американската Филмова Академия „Оскар“
- Награда за най-добър актьор в поддържаща роля за Джордж Кенеди

- Номинация за най-добър актьор в главна роля за Пол Нюман
- Номинация за най-добър адаптиран сценарий за Дон Пиърс и Франк Пиърсън

Награди „Златен глобус“
- Номинация за най-добър актьор в главна роля за Пол Нюман
- Номинация за най-добър актьор в поддържаща роля за Джордж Кенеди